# 1911 في البرتغال
فيما يلي قوائم الأحداث التي وقعت خلال عام 1911 في البرتغال.

## سياسة

### تعيين في المنصب
- 24 أغسطس – مانويل دي آرياغا رئيس البرتغال.

## مواليد

### يناير
- 1 يناير – جواو كوريا لاعب كرة قدم برتغالي.
- 9 يناير – أرتور دايسون لاعب كرة قدم برتغالي.

### فبراير
- 5 فبراير – أوقستو أمارو لاعب كرة قدم برتغالي.
- 16 فبراير – أورلاندو ريبيرو

### مايو
- 26 مايو – جواكيم سيرانو لاعب كرة قدم برتغالي.

### يوليو
- 29 يوليو – راؤول بابتيستا لاعب كرة قدم برتغالي.

### سبتمبر
- 12 سبتمبر – خوسيه ماتوس ريس لاعب كرة قدم برتغالي.

### أكتوبر
- 15 أكتوبر – مانويل دا فونسيكا كاتب برتغالي.

## وفيات

### فبراير
- 10 فبراير – خوسيه سيليستينو دا سيلفا (مواليد 1849) ضابط برتغالي.